# جون الكسندر لوغان جونيور
جون الكسندر لوغان جونيور (بالإنجليزية: John Alexander Logan, Jr.)‏ هو ضابط أمريكي، ولد في 24 يوليو 1865 في كاربوندال في الولايات المتحدة، وتوفي في 11 نوفمبر 1899 في San Jacinto, Pangasinan ‏ في الفلبين.